# Случај Булдожер
„Случај Булдожер” је југословенска ТВ комедија из 1982. године. Режирао ју је Драгослав Лазић а сценарио је написао Гордан Михић.

## Улоге
| Глумац          | Улога |
| --------------- | ----- |
| Мија Алексић    |       |
| Петар Краљ      |       |
| Драгана Поповић |       |